# Saison 1997-1998 de l'Olympique lyonnais
Maillots
Chronologie
Saison précédente Saison suivante
La saison 1997-1998 de l'Olympique lyonnais est la quarante-huitième de l'histoire du club.

## Résumé de la saison
Pour la première fois depuis 1954, le club sera entraîné par 2 entraîneurs.

## Statistiques
Buteurs de l'OL en championnat :
- Buteurs :
- 17 buts : Alain Caveglia
- 11 buts : Joseph-Désiré Job
- 8 buts : Frédéric Kanouté
- 7 buts : Patrice Carteron
- 6 buts : Ludovic Giuly
- 5 buts : Christophe Cocard, Cédric Bardon
- 4 buts : Daniel Bravo
- 2 buts : Florent Laville, Reynald Pedros, Frédéric Fouret
- 1 but : Jacek Bak, Christian Bassila, Christophe Delmotte, David Linarès, Stéphane Roche

## Effectif professionnel
Gardiens :
- Grégory Coupet :  France
- Jean-Claude Nadon :  France

 Défenseurs :
- Christophe Delmotte :  France
- Florent Laville :  France
- Cédric Uras :  France
- Patrice Carteron :  France
- Ghislain Anselmini :  France

 Milieux :
- Hubert Fournier :  France
- Jacek Bąk :  Pologne
- Reynald Pedros :  France
- Philippe Violeau :  France
- Christian Bassila :  France
- Daniel Bravo :  France (arrivé au club le 13 novembre 1997)
- David Linarès :  France
- Ludovic Giuly :  France

 Attaquants :
- Alain Caveglia :  France
- Christophe Cocard :  France
- Cédric Bardon :  France
- Frédéric Fouret :  France
- Frédéric Kanouté :  Mali
- Joseph-Désiré Job :  Cameroun

## Détail des matchs

### Championnat de France
1. le 2 août : Lyon 0 - 1 Metz : Vladan Lukic   49e
2. le 7 août : Rennes 0 - 3 Lyon : Alain Caveglia   29e ; Christophe Delmotte   72e ; Joseph-Désiré Job   83e
3. le 16 août : Lyon 0 - 3 Monaco : Robert Špehar   14e ; Victor Ikpeba   53e,   62e
4. le 22 août : Le Havre 1 - 3 Lyon : Nicolas Huysman   54e / Joseph-Désiré Job   11e ; Alain Caveglia   78e,   89e
5. le 30 août : Lyon 0 - 2 Bastia : Laurent Casanova   2e ; Franck Jurietti   30e
6. le 4 septembre : Marseille 1 - 0 Lyon : Xavier Gravelaine   55e
7. le 12 septembre : Lyon 3 - 1 Strasbourg : Frédéric Kanouté   11e ; Ludovic Giuly   52e ; Joseph-Désiré Job   86e / Godwin Okpara   48e
8. le 20 septembre : Auxerre 1 - 2 Lyon : Yann Lachuer   10e / Patrice Carteron   16e ; Joseph-Désiré Job   47e
9. le 25 septembre : Lyon 1 - 3 Lens : Alain Caveglia   56e / Frédéric Déhu   19e ; Yoann Lachor   42e ; Stéphane Ziani   56e (classement : 10e)
10. le 4 octobre : Guingamp 0 - 1 Lyon : Cédric Bardon   41e
11. le 8 octobre : Lyon 1 - 2 Montpellier : Joseph-Désiré Job   60e / Ibrahima Bakayoko   28e ; Laurent Robert   82e
12. le 17 octobre : Nantes 3 - 2 Lyon : Christophe Le Roux   53e ; Jocelyn Gourvennec   66e,   90e / Cédric Bardon   12e ; Alain Caveglia   75e
13. le 25 octobre : Lyon 0 - 0 Toulouse
14. le 31 octobre : Lyon 1 - 0 Paris Saint-Germain : fréderic kanouté
15. le 8 novembre : Bordeaux 0 - 0 Lyon
16. le 14 novembre : Lyon 2 - 1 Châteauroux : Alain Caveglia   10e ; Cédric Bardon   90e (pen.) / ??
17. le 21 novembre : Cannes 1 - 0 Lyon : Adick Koot   33e (classement : 9e)
18. le 29 novembre : Lyon 3 - 1 Rennes : Daniel Bravo   9e ; Frédéric Kanouté   37e,   87e / Stéphane Grégoire   65e
19. le 5 décembre : Monaco 2 - 1 Lyon : Martin Djetou   66e ; David Trezeguet   83e / Frédéric Kanouté   20e
20. le 13 décembre : Lyon 0 - 1 Le Havre : Becanovic   80e
21. le 18 décembre : Bastia 0 - 1 Lyon : Daniel Bravo   59e
22. le 11 janvier : Lyon 2 - 1 Marseille : Alain Caveglia   60e,   82e / Laurent Blanc   5e
23. le 21 janvier : Strasbourg 1 - 2 Lyon : Jung-Won Seo   55e / Reynald Pedros   11e ; Alain Caveglia   21e
24. le 25 janvier : Lyon 1 - 0 Auxerre : Christophe Cocard   64e
25. le 4 février : Lens 3 - 0 Lyon : Anto Drobnjak   32e ; Mikaël Debève   38e ; Philippe Brunel   90e
26. le 14 février : Lyon 1 - 0 Guingamp : Patrice Carteron   86e (classement : 6e)
27. le 21 février : Montpellier 1 - 1 Lyon : Jean-Christophe Rouvière   70e / Christian Bassila   6e
28. le 6 mars : Lyon 0 - 0 Nantes
29. le 13 mars : Toulouse 0 - 2 Lyon : Reynald Pedros   8e ; Alain Caveglia   33e
30. le 28 mars : Paris Saint-Germain 3 - 0 Lyon : Marco Simone   17e,   73e ; Raí   20e
31. le 7 avril : Lyon 1 - 1 Bordeaux : Frédéric Kanouté   28e / Sylvain Wiltord   61e
32. le 18 avril : Châteauroux 2 - 3 Lyon : Pascal Chavrondier   67e,   75e (pen.) / Alain Caveglia   30e,   60e ; Frédéric Fouret   87e
33. le 25 avril : Lyon 2 - 0 Cannes : Daniel Bravo   78e,   81e
34. le 9 mai : Metz 1 - 0 Lyon : Bruno Rodriguez   14e (classement : 6e)

L'Olympique lyonnais termine le championnat à la 6e place avec 53 points.

### Coupe de France
32e de finale : 
- le 17 janvier : Saint-Denis Saint-Leu 0 - 2 Lyon : Patrice Carteron   37e ; Christophe Cocard   57e

 16e de finale : 
- le 8 février : Angoulême 0 - 2 Lyon : Alain Caveglia   39e ; Cédric Bardon   58e

 8e de finale : 
- le 28 février : Istres 0 - 1 Lyon : Frédéric Fouret   105e

 Quart de finale : 
- le 22 mars : Bourg-Péronnas 0 - 1 Lyon : Patrice Carteron   62e

 Demi-finale : 
- le 11 avril : Lens 2 - 0 Lyon : Stéphane Ziani   24e,   90e

### Coupe de la Ligue
16e de finale : 
- le 4 janvier : Paris Saint-Germain 1 - 0 Lyon : Florian Maurice   34e

### Coupe Intertoto
1re journée : 
- le 28 juin : Lyon 5 - 2 Odra Wodzisław Śląski : Alain Caveglia   30e; Joseph-Désiré Job   45e,   46e,   60e ;  ; Frédéric Kanouté   73e / Krzysztof Zagorski    33e,   48e

 2e journée : 
- le 5 juillet : MŠK Žilina 0 - 5 Lyon : Joseph-Désiré Job   8e ; Alain Caveglia   33e,   55e ; Patrice Carteron   37e ; Florent Laville   57e

 3e journée : 
- le 12 juillet : Lyon 2 - 0 Austria Vienne : Dospell  (c.s.c) ; Sylvain Deplace

 4e journée : 
- le 19 juillet : FC Rapid Bucarest 1 - 2 Lyon : Butoiu   44e / Ludovic Giuly   78e ; Stéphane Roche   90e

 Demi-finale : 
 Match aller : 
- le 25 juillet : Istanbulspor 2 - 1 Lyon : Sergen   18e ; Aykut   26e / Alain Caveglia   5e

 Match retour : 
- le 30 juillet : Lyon 2 - 0 Istanbulspor : Christophe Cocard   7e ; Ludovic Giuly   74e

 Finale : 
 Match aller : 
- le 12 août : Montpellier 0 - 1 Lyon : Pascal Baills  (c.s.c)

 Match retour : 
- le 26 août : Lyon 3 - 2 Montpellier : Florent Laville   ; Patrice Carteron   ; Alain Caveglia   / ??

L'Olympique lyonnais remporte la Coupe Intertoto avec un score cumulé en finale de (4 - 2) et obtient son billet pour la Coupe de l'UEFA.

### Coupe de l'UEFA
32e de finale : 
 Match aller : 
- le 16 septembre : Lyon 4 - 1 Brøndby IF : Frédéric Kanouté   19e ; David Linarès   50e ; Patrice Carteron   58e ; Ludovic Giuly   76e / Daugaard   34e (pen.)

 Match retour : 
- le 30 septembre : Brøndby IF 2 - 3 Lyon : Sand   5e ; Daugaard   10e (pen.) / Ludovic Giuly   14e (pen.) ; Joseph-Désiré Job   81e ; Cédric Bardon   88e

 16e de finale 
 Match aller : 
- le 21 octobre : Inter Milan 1 - 2 Lyon : Maurizio Ganz   70e / Ludovic Giuly   22e ; Alain Caveglia   85e (pen.)

 Match retour : 
- le 4 novembre : Lyon 1 - 3 Inter Milan : Jacek Bak   67e / Francesco Moriero   9e,   70e ; Benoît Cauet   47e

Malgré la victoire sur la pelouse de l'Inter au match aller, l'OL est éliminé en 16e de finale.